# Дворец Вашингтон
Дворец Вашингтон — дворец в стиле греческого возрождения в историческом районе Гонолулу. Именно там была арестована королева Лилиуокалани во время свержения Гавайского королевства. Позже он стал официальной резиденцией губернатора Гавайских островов. Это Национальный исторический памятник США, обозначенный в 2007 году. Текущая резиденция губернатора была построена в 2008 году за исторической резиденцией и расположена на том же основании, что и Дворец Вашингтон.

## Строительство

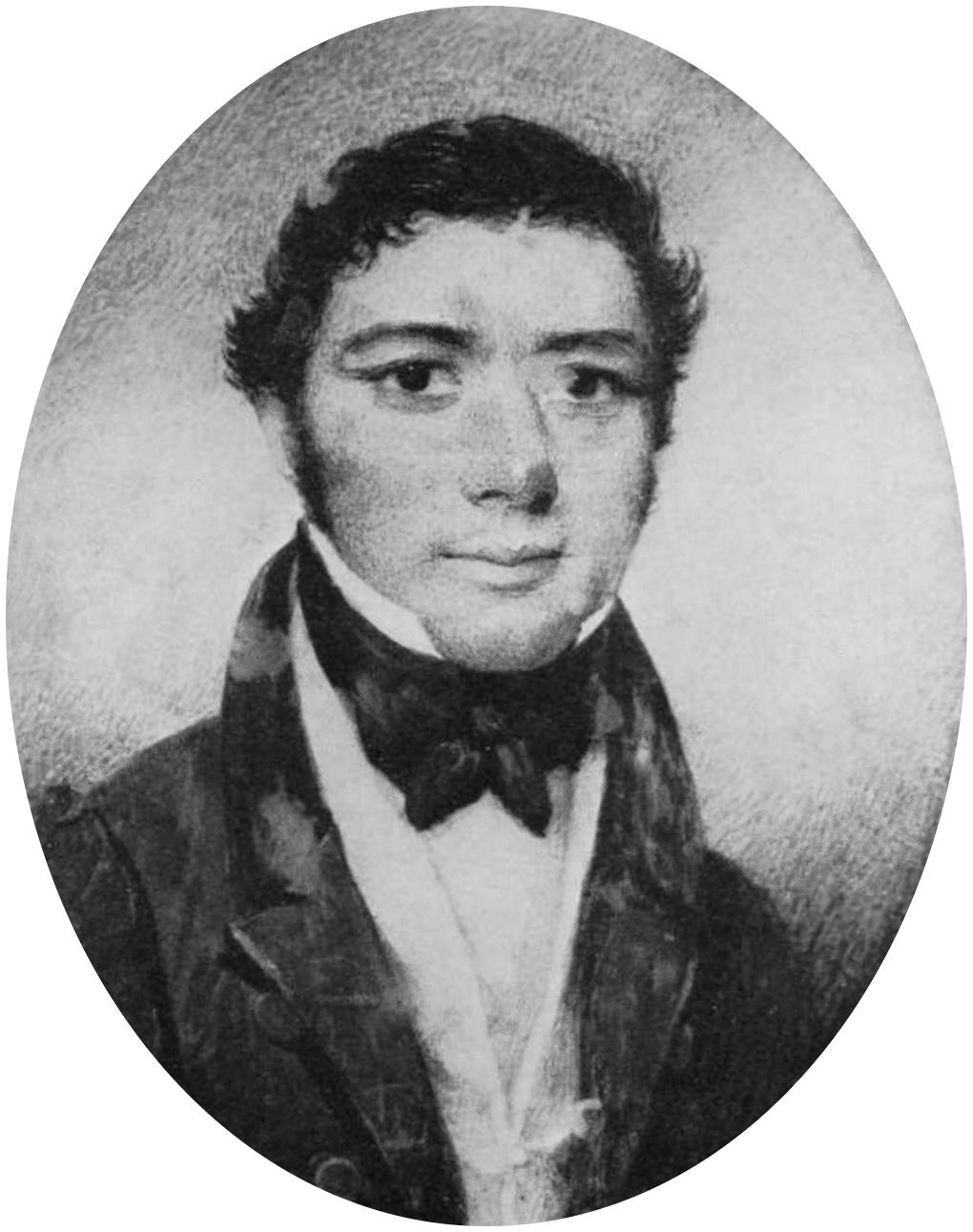
Капитан Джон Доминис (1796-1846)

Американский морской торговый капитан Джон Доминис (1796-1846) приехал в Америку в 1819 году из Триеста, вероятно из Хорватской семьи.  После совершения нескольких рейсов через Тихий океан он перебрался на острова в 1837 году со своей бостонской женой Мэри Джонс Доминис (1803-1889) и сыном Джоном Оуэном Доминисом (1832–1891) из Нью-Йорка. Капитан был удостоен земли в 1842 году как урегулирование иска с британским консулом Ричардом Чарлтоном. Капитан продолжал путешествовать, чтобы собрать деньги на строительство дома. В 1846 году он отправился в Китай на Бриге Уильям Нейлсон, намереваясь купить мебель из Китая, для дома, строительство которого приближалось к завершению. Корабль был потерян в море вместе с американским агентом Джорджем Брауном, а Мэри Доминис стала вдовой. Она арендовала набор комнат для поддержки себя и молодого Джона Оуэна. Одним из первых пассажиров был Энтони Тен Эйк, американский комиссар на островах, назначенный президентом Джеймсом Ноксом Полком который основал Американскую миссию в доме. Тен Эйк назвал дом «Дворец Вашингтон» в письме от 22 февраля 1848 года после того, как Джордж Вашингтон отпраздновал день рождения. Король Камеамеа III официально одобрил название.
Американский флаг был поднят в резиденции до смерти Мэри Доминис в 1889 году, когда Лилиуокалани удалил его. В 1917 году Лилиуокалани поднял американский флаг над Дворцом Вашингтон в честь пяти гавайских моряков, погибших в затоплении SS Aztec немецкими подводными лодками. Это действие интерпретировалось многими как символическая поддержка Соединенных Штатов.
Здание было спроектировано мастером-плотником Исааком Хартом, который построил Дворец Иолани. Здание было также построено Даниэлем Дженнером, итальянским мастером-каменщиком. Интерьер был первоначально завершен мастером-художником Израиля Райт. Гавайцы также были вовлечены в строительство здания, но не названы индивидуально архивацией. Дворец Ванингтона в Гонолулу был построен с "открытыми ланаеми" со всех сторон.
Основание здания, стены нижнего уровня и нижние колонны построены из кораллового камня. Верхний этаж состоит из деревянного каркаса. Дворец Вашингтон соответствует периоду французских креольских домов в стиле греческого возрождения, которые были построены вдоль нижнего региона залива-побережья юго-востока Соединенных Штатов. Дом был построен с почти квадратным ядром, окруженным перистилем, двухуровневой верандой, тосканскими колоннами на верхнем этаже, и белой крышей. Интерьер дома оформлен в традиционном георгеанском этажном плане с четырьмя отдельными кабинетами на первом этаже и четырьмя спальнями на втором этаже.

## История

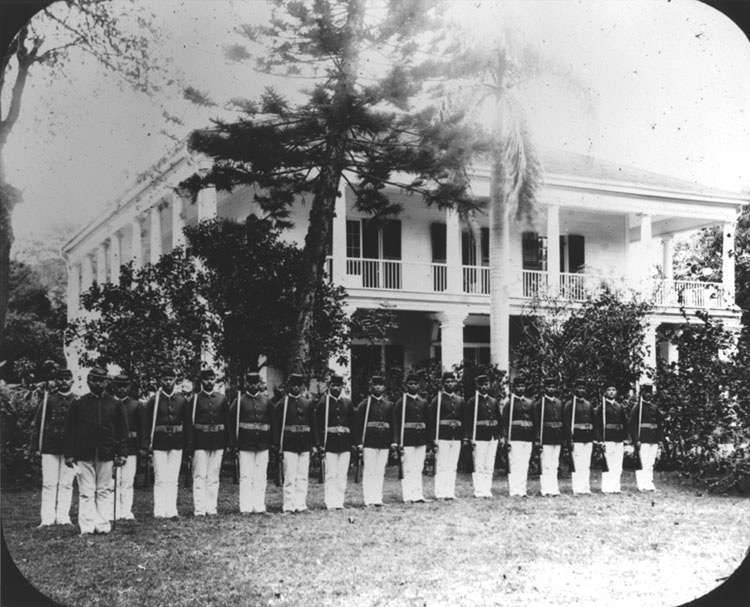
Дом, между 1891 и 1893 годами

Уильям Литтл Ли сделал Дворец Вашингтон своим домом в 1849-1854. Ли сыграл важную роль в интеграции западной правовой системы на Гавайских островах, основанной на модели Массачусетса. Ли также создал должность Великого Махеле, который ввел частную собственность на землю в гавайскую культуру.
Лидия Камакаэха Паки, будущая королева Лилиуокалани и наследник на престоле Королевства Гавайи, вышла замуж за Джона Оуэна Доминиса в 1862 году, превратив Дворец Вашингтон в частную резиденцию принцессы и будущей королевы. Другой адвокат из Массачусетса, Альфред С. Хартвелл, арендовал гостевую комнату с 1868 по 1872 год. Он описывает Марию, все еще ожидающую, что ее муж вернется в любой день.Мэри Доминис умерла 25 апреля 1889 года, а Джон Оуэн Доминис умер 27 августа 1891 года, оставив имущество Лилиуокалани, которая только что стала королевой после смерти ее брата, короля Калакауа.

### Арест Королевы
В 1893 году Дворец Вашингтон был местом драматических событий свержения Гавайского королевства. Именно там королева была арестована новыми правительственными силами, которым помогал отряд морских пехотинцев Соединенных Штатов. Королеву судили перед военным трибуналом, где ей было предъявлено обвинение в сокрытии измены против нового правительства, Республики Гавайи. Она была осуждена и задержана на несколько месяцев в Дворце Вашингтон, после ее освобождения из тюрьмы в «Илани Палас».
Королева Лилиуокалани проживала в Дворце Вашингтон всю оставшуюся жизнь. Она умерла в нижней спальне дома 11 ноября 1917 года. Дом предлагает гражданам Гавайи сильное чувство принадлежности к королевству и памяти королевы Лилиуокалани.

### Представительский особняк
Лилиуокалани в своей книге Рассказ Гавайи королевой Гавайи описала это здание как «роскошное жилище» и «выбор тропического отступления посреди главного города Гавайских островов».
14 мая 1921 года территориальный законодательный орган Гавайских островов приобрел «Дворец Вашингтон» за 55 000 долл. США из имущества королевы Лилиуокалани в качестве исполнительного особняка территориального губернатора Гавайских островов. Он был реконструирован в 1922 году губернатором Уоллесом Райдером Фаррингтоном. В целом, это была резиденция двенадцати территориальных и государственных губернаторов Гавайских островов. Технически это была резиденция тринадцати губернаторов, потому что Джон Оуэн Доминис, супруг Лилиуокалани, был губернатором острова Оаху с 1868 по 1891 год. Дом служил в этой роли до 2002 года, когда он был преобразован в исторический дом-музей. Он был внесен в Национальный реестр исторических мест США 18 июня 1973 года, и был объявлен Национальным историческим памятником 29 марта 2007 года.
В 2008 году новая резиденция губернатора была построена за исторической площадью Дворца Вашингтона в пределах своей территории и продолжает служить той же цели.

## Дальнейшее чтение
- Price, Virginia. Washington Place: Harboring American Claims, Housing Hawaiian Culture (англ.) // Buildings & Landscapes: Journal of the Vernacular Architecture Forum : journal. — Minneapolis, MN: University of Minnesota Press, 2009. — Vol. 16, no. 2. — P. 48—72. — JSTOR 27804908.